# الفاش، إب
الفاش هي إحدى قرى الجمهورية اليمنية. وهي تتبع جغرافيًا لمحافظة إب. وإداريًا لمديرية ذي السفال. يبلغ تعداد سكانها 3408 نسمة حسب الإحصاء الذي جرى عام 2004.